# François Ravaillac

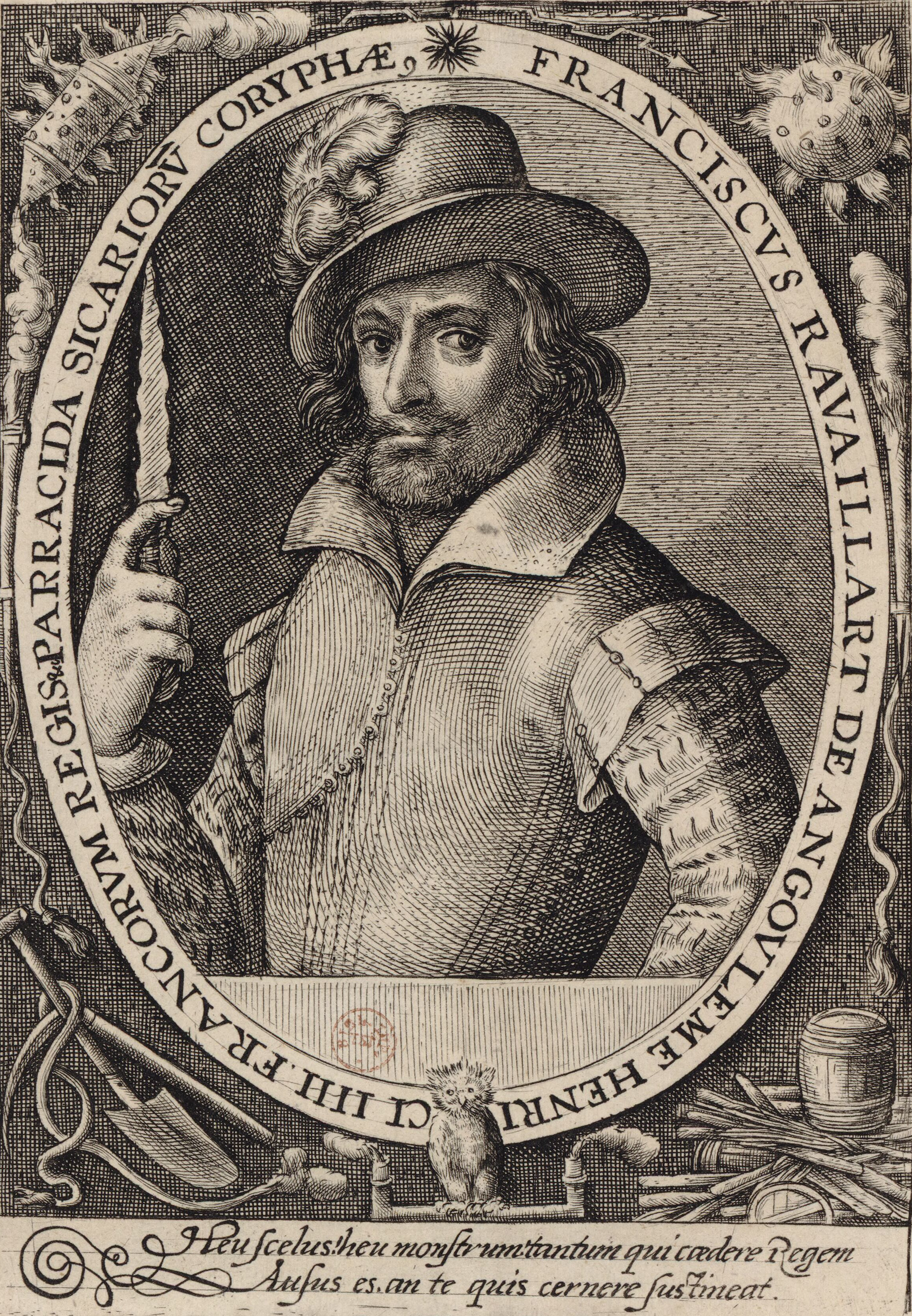
François Ravaillac, etwa 1610

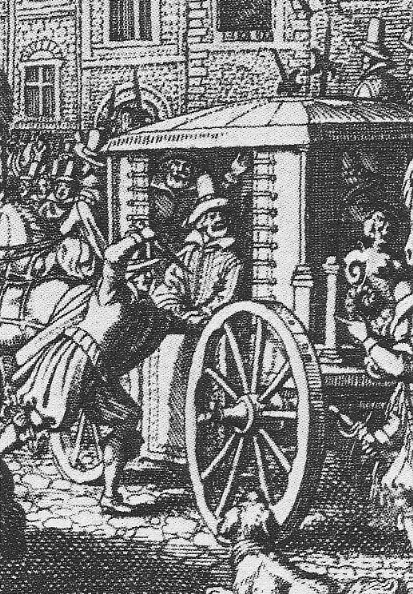
Ermordung Heinrichs IV. in Paris

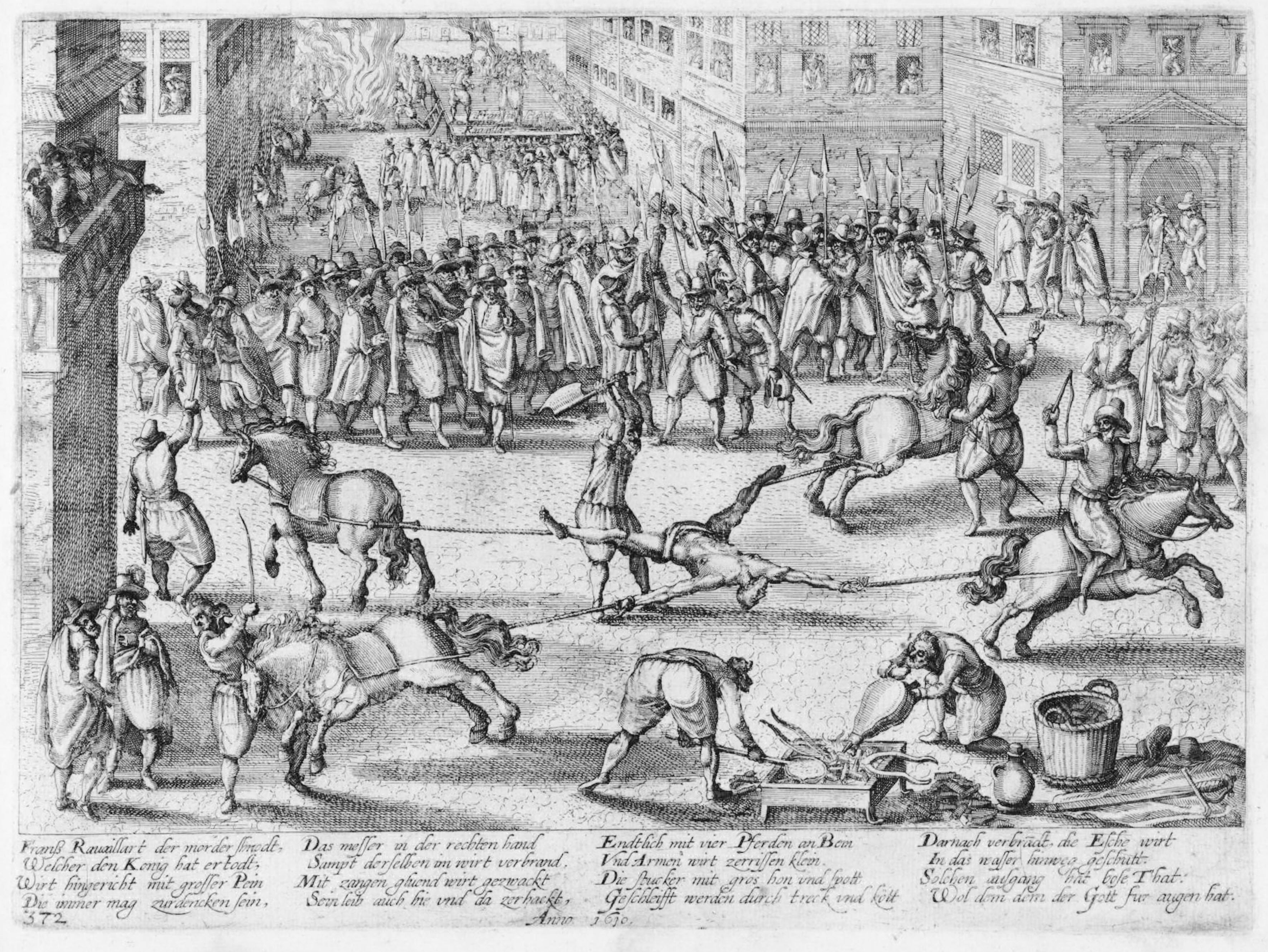
Die Vierteilung François Ravaillacs

François Ravaillac (* 1578 in Touvre bei Angoulême; † 27. Mai 1610 in Paris) war der Mörder König Heinrichs IV. von Frankreich. Ravaillac wurde für die Tat 1610 in Paris öffentlich hingerichtet.

## Leben
Ravaillac war einfacher Herkunft und arbeitete zunächst als Diener und später als Lehrer. In hohem Maße religiös, trat er dem Orden der Feuillanten bei, wurde jedoch nach kurzer Zeit wegen seines Hanges zu Visionen entlassen. 1606 versuchte er vergeblich, den Jesuiten beizutreten.
1609 hatte er eine Vision, nach der er sich berufen fühlte, Heinrich IV. zur Konvertierung der Hugenotten zum Katholizismus zu bewegen. Da es ihm nicht gelang, mit dem König in Kontakt zu treten, interpretierte er die Entscheidung des Königs, die Spanischen Niederlande zu überfallen, als den Beginn eines Krieges gegen den Papst. Um den König davon abzuhalten, beschloss er, ihn zu töten. Er stach Heinrich am 14. Mai 1610 in der Rue de la Ferronnerie Nr. 11 (Gedenktafel) in Paris nieder. Er wurde umgehend festgenommen und in das Hôtel de Retz gebracht, um zu verhindern, dass er vom Mob gelyncht würde. Während seiner Verhöre wurde er mehrfach gefoltert, blieb aber dabei, dass er keine Auftraggeber oder Komplizen hatte.

## Verurteilung
Als Königsmörder erwartete Ravaillac eine drakonische Strafe, die die Grand’chambre des Parlement de Paris in ihrem Urteil vom 27. Mai im Detail vorschrieb und die exakt so vollstreckt wurde:

„Alles erwogen, so hat der Gerichtshof erklärt und erklärt hiermit besagten Ravaillac als mit Recht und Ordnung bezichtigt und überführt des Verbrechens der Majestätsbeleidigung, so der menschlichen als göttlichen, begangen am Oberhaupt, von wegen des sehr niederträchtigen, sehr verabscheuungswürdigen und sehr verwerflichen Meuchelmordes, begangen an der Person des seligen Königs Heinrich IV., sehr guten und lobenswerten Gedächtnisses; zur Sühnung dessen er ihn verdammt hat und verdammt, eine Ehrenbuße zu tun vor dem Haupttor der Kirche Notre Dame zu Paris, wohin er in einer Armensünderkarre zu führen; – demnächst daselbst, nackt, im Hemde, eine brennende Kerze, zwei Pfund im Gewicht, in Händen haltend, zu sagen und zu erklären, dass er unglückseligerweise und verräterischerweise begangen besagten sehr niederträchtigen, sehr verabscheuungswürdigen und sehr verwerflichen Meuchelmord, und getötet den besagten König und Herrn mit zwei Messerstichen in seinen Körper, worüber er Reue empfindet und um Gnade bittet Gott, den König und die Justiz; – dass er von da geführt werde auf den Gréveplatz und auf ein Schafott, welches daselbst aufzurichten, und daselbst mit Zangen gekniffen an den Brustwarzen, Armen, Schenkeln und Waden; dass darauf seine rechte Hand, in der er das Messer halten muss, mit welchem er besagten Vatermord begangen, verbrannt werde in Schwefelfeuer, und auf die Stellen, wo er gezwickt worden, geschmolzenes Blei geträufelt werde, auch kochendes Öl und brennendes Pech, desgleichen Wachs und Schwefel zusammengerührt; – welchem nach sein Körper soll zerrissen und geteilt werden durch vier Pferde; seine Glieder und sein Leib aber vom Feuer verzehrt, zu Asche verbrannt und in die Winde verstreuet. – Erklärt demnächst alle seine Güter dem Könige verfallen. Verordnet auch, dass das Haus, in dem er geboren, der Erde gleich gemacht werde, nachdem der, dem es gehört, vorher entschädigt worden, dergestalt, dass auf dem Grund und Boden, wo es gestanden, niemals wieder ein Haus gebaut werden darf; – sowie dass, vierzehn Tage nach Publikation besagten Urteils, beim Schall der Trompeten und öffentlichem Ausruf in der Stadt Angoulesme [Angoulême], sein Vater und seine Mutter auswandern und das Königreich verlassen, mit dem Verbot, jemals dahin zurückzukehren, widrigenfalls sie gehängt werden sollen und erdrosselt, ohne dass irgend vorher etwas von einem Prozesse wider sie anhängig gemacht würde. – Verbieten wir des Weiteren seinen Brüdern und Schwestern, seinen Oheimen, Basen und anderen von nun ab den Namen Ravaillac zu führen, und heißen wir sie, unter denselben Strafen, einen andern Namen anzunehmen; – und dem Substitut des Generalprokurators zu publizieren und zu exekutieren gegenwärtiges Erkenntnis, unter Verwarnung, dass wir uns an ihn halten werden; und vor der Exekution besagten Ravaillacs, dass derselbe von neuem auf die Folter gespannt werde, um von ihm seine Mitschuldigen zu erpressen.“

Am 27. Mai wurde er auf der Place de Grève gemartert und durch Vierteilung mittels Pferden hingerichtet. Seine Eltern wurden des Landes verwiesen und der Rest der Familie angewiesen, nie wieder den Namen Ravaillac zu verwenden.